# Agrostis biebersteiniana
Agrostis biebersteiniana é uma espécie de gramínea do gênero Agrostis, pertencente à família Poaceae.